# 第5回日米大学野球選手権大会日本代表
第5回日米大学野球選手権大会日本代表（だい5かいにちべいやきゅうせんしゅけんたいかいにっぽんだいひょう）は、1976年6月26日から7月5日にかけて行われた日米大学野球選手権大会第5回大会に出場するために編成された日本選手団である。

## 日本チーム
所属や学年は選出当時
| 位置   | 氏名       | 所属                     | 学年 |
| ------ | ---------- | ------------------------ | ---- |
| 団長   | 佐伯達夫   | 全日本大学野球連盟副会長 |      |
| 監督   | 太田誠     | 駒澤大学監督             |      |
| コーチ | 五明公男   | 法政大学監督             |      |
| コーチ | 小川茂仁   | 東海大学助監督           |      |
| 投手   | 森繁和     | 駒澤大学                 | 4年  |
| 投手   | 江川卓     | 法政大学                 | 3年  |
| 投手   | 佐藤義則   | 日本大学                 | 4年  |
| 投手   | 吉田恭之   | 東海大学                 | 4年  |
| 投手   | 林博之     | 中央大学                 | 4年  |
| 投手   | 高橋三千丈 | 明治大学                 | 2年  |
| 投手   | 斉藤明雄   | 大阪商業大学             | 4年  |
| 捕手   | 堀場秀孝   | 慶應義塾大学             | 2年  |
| 捕手   | 袴田英利   | 法政大学                 | 3年  |
| 捕手   | 大宮龍男   | 駒澤大学                 | 4年  |
| 捕手   | 山倉和博   | 早稲田大学               | 3年  |
| 内野手 | 石毛宏典   | 駒澤大学                 | 2年  |
| 内野手 | 石井昭男   | 東海大学                 | 3年  |
| 内野手 | 秋田秀幸   | 中央大学                 | 3年  |
| 内野手 | 武智勇治   | 駒澤大学                 | 4年  |
| 内野手 | 金光興二   | 法政大学                 | 3年  |
| 外野手 | 松本匡史   | 早稲田大学               | 4年  |
| 外野手 | 岡村隆則   | 中央大学                 | 4年  |
| 外野手 | 渡辺良     | 東海大学                 | 4年  |
| 外野手 | 植松精一   | 法政大学                 | 3年  |

## 対戦成績
- 第1戦（6月26日、神宮）　アメリカ 9-1 日本
- 第2戦（6月27日、神宮）　アメリカ 5-1 日本
- 第3戦（6月28日、神宮）　アメリカ 3-1 日本
- 第4戦（6月29日、草薙球場）　日本 2-1 アメリカ　（8回表終了降雨コールド）
- 第5戦（7月1日、広島市民球場）　アメリカ 9-6 日本
- 第6戦（7月4日、神宮）　日本 3-2 アメリカ
- 第7戦（7月5日、神宮）　アメリカ 3-2 日本
通算成績5勝2敗でアメリカの優勝。